# 吉村伸
吉村 伸（よしむら しん、1959年4月15日 - ）は、日本の実業家・インターネット技術者。愛知県一宮市(旧・尾西市)出身。東京大学大学院理学系研究科修士課程修了。
日本のインターネット黎明期から村井純らと共にWIDEプロジェクトの中心人物として活躍し、1992年にはインターネットイニシアティブ（IIJ）を創業。同年に設立されたJUNET協会の初代会長でもある。またNifty-Serve（現・@nifty）では、UNIX関連の話題を取り扱う「FUNIX」フォーラムのSYSOPを務め、ピーク時の1997年ごろにはNifty-Serveからの収入だけで年4000万円以上を得ていたという。
1996年にIIJを退社し、翌1997年に電力系通信事業者9社との共同出資で、大手インターネットエクスチェンジ業者のメディアエクスチェンジ（MEX）を設立し社長に就任。2007年5月にはMEXの社長を退任すると同時に日本SGIの最高技術顧問に就任したほか、同年8月には藤原敏樹 (現インフラウェア株式会社) とともに、オムニサイソフトウエアやMEX・日本SGIの共同出資で設立された新会社・グラフィの社長に就任している。